# 建州八音
『建州八音』（閩北語ローマ字：Gṳ̿ing-ciú Băi Éing）、正式名称『建州八音字義便覧』（Gṳ̿ing-ciú Băi Éing Cī-ngī Bīng-lǎng）は、清朝末期の福建省の閩北語のうち、建甌語の音韻書である。
1795年（乾隆帝60年）、福清市の人、林端材が福州語の音韻書『戚林八音』にならって編纂した。
全ての文字の発音を「字母」（韻母）、「音韻」（声母）、「音」（声調）の三つの部分で構成し、それぞれが36の「字母」（韻母）を基幹として、これに15の「音韻」（声母）を加え、8つの「音」（声調）を付けて字を成す、としている。歴史上、建甌語の音韻に関する初の書籍である。写本の形で今日に伝えられている。